# Legislatura 1990-1992 della Romania
La Legislatura 1990-1992 è stata la I Legislatura della Repubblica di Romania dopo la rivoluzione romena del 1989. È stata in carica per due anni in forma di assemblea costituente dal 18 giugno 1990 al 16 ottobre 1992.

## Cronologia
In seguito alla rivoluzione romena del 1989 che rovesciò il regime di Nicolae Ceaușescu, il potere fu assunto da un organo legislativo provvisorio, il Consiglio del Fronte di Salvezza Nazionale (CFSN), che nominò Petre Roman a capo di un governo ad interim. Il 31 dicembre 1989 il CFSN emanò il decreto di abolizione del partito unico, consentendo la formazione di nuovi gruppi. I primi furono quelli "storici", che si basavano su una precedente tradizione politica, cioè il Partito Nazionale Contadino Cristiano Democratico (PNȚCD) e il Partito Nazionale Liberale (PNL). Il CFSN fu costituito principalmente da ex membri del Partito Comunista Romeno (PCR) che, nel febbraio 1990, formarono il partito del Fronte di Salvezza Nazionale (FSN), grande gruppo politico che, guidato da Ion Iliescu, dominò la presenza nelle istituzioni e i mezzi di informazione nel primo periodo di transizione alla democrazia. Nel febbraio 1990 il CFSN fu ridenominato Consiglio Provvisorio di Unità Nazionale (CPUN) e vi fu permessa la partecipazione anche di altri gruppi politici, fermo restando il ruolo dominante del FSN.
Il 14 marzo 1990 il CPUN emanò la legge (Decreto legge 92/1990) che regolamentava lo svolgimento delle elezioni parlamentari e presidenziali in programma per il 20 maggio 1990. La I legislatura prevedeva un termine di due anni con il compito principale di promulgare la nuova costituzione. Il formato predisposto dal CPUN per il parlamento stabiliva l'adozione di un sistema elettorale proporzionale senza soglia di sbarramento: alla camera era prevista l'elezione di 387 deputati più i rappresentanti dei partiti delle minoranze etniche, mentre per il numero dei senatori era variabile in base alla popolazione residente nei distretti. Il decreto contemplava l'elezione diretta del presidente della repubblica su due turni. Nel caso in cui un candidato fosse riuscito ad ottenere il 50% + 1 dei voti al primo turno, non si sarebbe svolto il ballottaggio.
La trasformazione del FSN in partito politico fu fonte di timori per tutti i partiti che si configuravano come opposizione al governo provvisorio e reputavano il FSN il continuatore diretto del PCR e delle sue politiche antiliberali. PNL e PNȚCD appoggiarono l′organizzazione di ampie proteste in funzione anti-FSN che, nei primi mesi del 1990, condussero all'apparizione delle prime mineriade, violente incursioni a Bucarest da parte dei lavoratori del settore minerario, mirate a fare pressione sul governo per delle concessioni materiali, o in risposta all'appello delle forze politiche della maggioranza.
Una più ampia protesta, iniziata nell'aprile 1990 e che prese il nome di golaniada, fu brutalmente repressa dai minatori convocati a Bucarest da Iliescu nel giugno del 1990, in quella che passò alla storia come terza mineriada, evento che causò 6 morti e centinaia di feriti ed ebbe una risonanza internazionale tale da essere criticata dalla stampa e dai governi di tutto il mondo. In maggio il FSN vinse con una maggioranza bulgara le prime libere elezioni e formò un governo monocolore con a capo Petre Roman. Iliescu fu eletto alla presidenza della repubblica con l'85% delle preferenze.
Roman diede il via alle prime timide riforme in campo economico, con la liberalizzazione dei prezzi e del mercato del lavoro, misure che causarono un vertiginoso aumento dell'inflazione e della disoccupazione. Nell'aprile 1991 fu effettuato un ampio rimpasto della squadra di governo che, però, non riuscì a contenere il peggioramento dell'economia. Il malcontento delle classi popolari per la situazione sfociò nella mineriada del settembre 1991, nuova incursione dei minatori finalizzata ad ottenere miglioramenti salariali e che, per via di serie minacce all'ordine pubblico, costrinse Roman a rassegnare le dimissioni. Al suo posto fu nominato l'economista Theodor Stolojan, che incluse nel proprio esecutivo anche alcuni ministri appartenenti a partiti diversi dal FSN e rimase in carica fino al termine della legislatura.
Il 21 novembre 1991 fu pubblicata sulla gazzetta ufficiale (romeno: Monitorul oficial) la nuova costituzione democratica, sulla quale per mesi aveva lavorato la Commissione per la redazione del progetto della Costituzione della Romania, istituita l'11 giugno 1990, presieduta da Antonie Iorgovan e composta da 23 parlamentari e 5 esperti di diritto costituzionale. La nuova costituzione fu sottoposta a referendum popolare l'8 dicembre 1991 ed entrò in vigore lo stesso giorno (il 79% dei votanti si espresse a favore). Visti i grandi poteri concessi al presidente della repubblica dalla nuova carta, in occasione del voto i partiti di opposizione PNȚCD, PNL e UDMR invitarono i cittadini all'astensione.
Sul finire del 1991 la comune diffidenza nei confronti di Iliescu e il ruolo marginale riservato agli altri partiti in seno alle istituzioni, spinsero le opposizioni ad organizzarsi intorno ad una coalizione chiamata Convenzione Democratica Romena (CDR).
Contestualmente, nel 1992 si produsse una spaccatura interna alla maggioranza, che portò alla scissione dal FSN dell'ala conservatrice maggioritaria di Ion Iliescu, che sosteneva una politica di lenta transizione all'economia di mercato e di più ampie garanzie di protezione sociale, elementi che attraevano le fasce popolari dell'elettorato ancora legate all'ideologia comunista. Mentre l'ala riformista di Petre Roman mantenne la sigla originale di FSN (e nel 1993 si tramutò nel Partito Democratico), nell'aprile 1992 Iliescu creò il Fronte Democratico di Salvezza Nazionale (FDSN).

## Governi
1. Governo Roman II
Dal 28 giugno 1990 al 30 aprile 1991
Primo ministro: Petre Roman (FSN)
Composizione del governo: FSN
2. Governo Roman III
Dal 30 aprile 1991 al 16 ottobre 1991
Primo ministro: Petre Roman (FSN), fino al 26 settembre 1991; Theodor Stolojan (FSN), ad interim dal 1º ottobre 1991
Composizione del governo: FSN
3. Governo Stolojan
Dal 16 ottobre 1991 al 19 novembre 1992
Primo ministro: Theodor Stolojan (FSN)
Composizione del governo: FSN, PNL, MER, PDAR

## Camera dei deputati

### Ufficio di presidenza
- Presidente: Dan Marțian (FSN)
- Vice presidenti:

1. Ionel Roman (FSN)
2. Mircea Ionescu-Quintus (PNL), dal giugno 1990 al febbraio 1992
3. Victor Cevdarie (MER), dal giugno 1990 al febbraio 1992
4. Marian Enache (FSN), dal giugno 1990 all'agosto 1992
5. Ioan Florea (PER), dal febbraio 1992 all'agosto 1992
6. Radu Ciuceanu (PNL), dal febbraio 1992 all'ottobre 1992
7. Ion Rațiu (PNȚCD), dal settembre 1992 all'ottobre 1992
8. Radu Berceanu (FSN), dal settembre 1992 all'ottobre 1992

- Segretari:

1. Cazimir Ionescu (FSN)
2. Neculae Radu (FSN)
3. Lázár Madaras (UDMR)
4. Bogdan Pătrașcu (FSN), dal giugno 1990 all'agosto 1992
5. Ion Gurău (FSN), dal settembre 1992 all'ottobre 1992

- Questori:

1. Paul Ciobanu (PUNR)
2. Emil Stoica (FSN), dal giugno 1990 all'agosto 1992
3. Vasile Rădulescu (FSN), dal settembre 1992 all'ottobre 1992

### Gruppi parlamentari
- Gruppo del Fronte di Salvezza Nazionale
- Gruppo del Partito Nazionale Liberale
- Gruppo dell'Unione Democratica Magiara di Romania
- Gruppo parlamentare ecologista e social-democratico (MER, PER, PSDR)
- Gruppo parlamentare democratico-agrario e social-democratico (PDAR, PSDR, PDM, GDC)
- Gruppo del Partito Nazionale Contadino Cristiano Democratico
- Gruppo del Partito dell'Unità Nazionale Romena (PUNR, ULB, PRNR, PTLDR)
- Gruppo dei Partiti delle minoranze etniche in Romania
- Non iscritti (PLS)

### Commissioni parlamentari

#### Commissioni permanenti
- Commissione Economica
- Commissione Bilancio e finanze
- Commissione Industria e servizi
- Commissione Agricoltura, silvicoltura, industria alimentare e servizi per l'agricoltura
- Commissione Diritti dell'uomo, culti e problemi delle minoranze nazionali
- Commissione Equilibrio ecologico e protezione dell'ambiente
- Commissione Amministrazione centrale e locale, gestione del territorio e urbanistica
- Commissione Lavoro, sanità, protezione sociale e ruolo della donna nella società
- Commissione Istruzione, scienza, gioventù, sport
- Commissione Cultura, arte, mezzi di informazione di massa
- Commissione Giuridica, di disciplina e immunità
- Commissione Indagini sugli abusi e per le petizioni

#### Commissioni speciali
- Commissione speciale Divulgazione del progetto della Legge sulla Privatizzazione (attiva tra l'11 giugno 1991 e il 30 giugno 1991) - presidente Ionel Blaga (FSN)
- Commissione speciale Redazione del progetto del regolamento della Camera dei deputati (attiva dal 9 giugno 1990)
- Commissione speciale Analisi dei problemi economici, sociali e delle condizioni di vita dei minatori (attiva dal 30 settembre 1991) - presidente Francisc Septimiu Krausz (FSN)

#### Commissioni d'inchiesta
- Commissione parlamentare d'inchiesta per le indagini sugli eventi del 13-15 giugno 1990 (attiva dal 19 giugno 1990)
- Commissione parlamentare d'udienza delle persone di nazionalità romena che il 22 dicembre 1989 sono state costrette ad abbandonare il luogo di lavoro e il domicilio nei distretti di Harghita e Covasna (attiva dal 3 dicembre 1990)

#### Altre commissioni
- Commissione per la Convalida

### Riepilogo composizione
| Partito                                                               | Partito  | Partito | Seggi |
| --------------------------------------------------------------------- | -------- | ------- | ----- |
| Fronte di Salvezza Nazionale                                          | FSN      |         | 263   |
| Unione Democratica Magiara di Romania                                 | UDMR     |         | 29    |
| Partito Nazionale Liberale                                            | PNL      |         | 29    |
| Movimento Ecologista di Romania                                       | MER      |         | 12    |
| Partito Nazionale Contadino Cristiano Democratico                     | PNȚCD    |         | 12    |
| Alleanza per l'Unità dei Romeni (Partito dell'Unità Nazionale Romena) | AUR PUNR |         | 9     |
| Partito Democratico Agrario di Romania                                | PDAR     |         | 9     |
| Partito Ecologista Romeno                                             | PER      |         | 8     |
| Partito Socialista Democratico Romeno                                 | PSDR     |         | 5     |
| Partito Social Democratico Romeno                                     | PSDR     |         | 2     |
| Gruppo Democratico di Centro                                          | GDC      |         | 2     |
| Partito Democratico del Lavoro                                        | PDM      |         | 1     |
| Partito Libero Scambista                                              | PLS      |         | 1     |
| Partito della Ricostruzione Nazionale di Romania                      | PRNR     |         | 1     |
| Partito della Gioventù Liber Democratica Romena                       | PTLDR    |         | 1     |
| Unione Liberale Brătianu                                              | ULB      |         | 1     |
| Minoranze etniche                                                     |          |         | 12    |

## Senato

### Ufficio di presidenza
- Presidente: Alexandru Bârlădeanu (FSN)
- Vice presidenti:

1. Oliviu Gherman (FSN)
2. Văsălie Moiș (FSN)
3. Radu Câmpeanu (PNL)
4. Károly Király (UDMR), dal giugno 1990 al dicembre 1991
5. Gábor Kozsokár (UDMR), dal gennaio 1992 all'ottobre 1992

- Segretari:

1. Iosif Dan (FSN)
2. Petru Jurcan (PNL)
3. Attila Verestóy (UDMR)
4. Paul Jerbaș (FSN), dal giugno 1990 al febbraio 1992
5. Ionel Aichimoaie (FSN), dal febbraio 1992 all'ottobre 1992

- Questori:

1. Constantin Sava (FSN)
2. Doru Ioan Tărăcilă (FSN)

### Gruppi parlamentari
- Gruppo del Fronte di Salvezza Nazionale
- Gruppo del Partito Nazionale Liberale (PNL, MER, PER, PNȚCD)
- Gruppo dell'Unione Democratica Magiara di Romania
- Non iscritti (PUNR)

### Commissioni parlamentari

#### Commissioni permanenti
- Commissione Economica per i problemi di industria, commercio, trasporti, telecomunicazioni e servizi
- Commissione Politica finanziaria, bancaria e bilancio
- Commissione Agricoltura, industria alimentare, silvicoltura e protezione dell'ambiente
- Commissione Politica e per i diritti fondamentali dell'uomo e del cittadino
- Commissione Lavoro, problemi sociali e sanità
- Commissione Istruzione, scienza, gioventù, sport
- Commissione Arte, cultura e mezzi di informazione di massa
- Commissione Amministrazione generale e locale di stato
- Commissione Giuridica, di nomina, disciplina e immunità
- Commissione Convalide e per le petizioni

#### Commissioni speciali
- Commissione speciale per il Regolamento (attiva dal 18 giugno 1990)

#### Commissioni d'inchiesta
- Commissione parlamentare d'inchiesta per le indagini sugli eventi del 13-15 giugno 1990 (attiva dal 18 giugno 1990)
- Commissione parlamentare d'udienza delle persone di nazionalità romena che il 22 dicembre 1989 sono state costrette ad abbandonare il luogo di lavoro e il domicilio nei distretti di Harghita e Covasna
- Commissione di indagine sugli eventi del dicembre 1989

Presidente Sergiu Nicolaescu (FSN)

#### Altre commissioni
- Commissione per la Convalida

### Riepilogo composizione
| Partito                                                               | Partito  | Partito | Seggi |
| --------------------------------------------------------------------- | -------- | ------- | ----- |
| Fronte di Salvezza Nazionale                                          | FSN      |         | 91    |
| Unione Democratica Magiara di Romania                                 | UDMR     |         | 12    |
| Partito Nazionale Liberale                                            | PNL      |         | 10    |
| Alleanza per l'Unità dei Romeni (Partito dell'Unità Nazionale Romena) | AUR PUNR |         | 2     |
| Movimento Ecologista di Romania                                       | MER      |         | 1     |
| Partito Nazionale Contadino Cristiano Democratico                     | PNȚCD    |         | 1     |
| Partito Ecologista Romeno                                             | PER      |         | 1     |
| Indipendenti                                                          |          |         | 1     |

## Strutture parlamentari comuni

### Commissioni parlamentari

#### Commissioni permanenti
- Commissione Redazione del progetto della Costituzione della Romania

Presidente Antonie Iorgovan (Indipendente)
- Commissione Difesa e sicurezza dell'ordine pubblico
- Commissione Politica estera

#### Commissioni speciali
- Commissione parlamentare di coordinamento della presentazione della campagna elettorale tramite radio e televisione, (attiva dal 3 gennaio 1992)

Presidente Cazimir Ionescu (FSN, in gennaio 1992), Daniela Crăsnaru (FSN, da gennaio 1992)

#### Commissioni d'inchiesta
- Commissione parlamentare d'inchiesta per le indagini sui violenti eventi del 23-28 settembre 1991 nella Valle del Jiu, a Bucarest e in altre località del paese (attiva dal 7 ottobre 1991) - presidente Alexandru-Radu Timofte (FSN)

### Delegazioni parlamentari presso le organizzazioni internazionali
- Comitato di direzione del Gruppo romeno di unione interparlamentare - presidente Viorel Faur (FSN)